# S. Leigh Savidge
S. Leigh Savidge (* 1958 in Seattle, Vereinigte Staaten) ist ein US-amerikanischer Filmproduzent, Filmregisseur und Autor, der 2016 für einen Oscar für seine Mitarbeit am Drehbuch zu der Filmbiografie Straight Outta Compton nominiert worden ist.

## Leben
Savidge stammt aus einer in Seattle bekannten Autohändler-Familie, die dort schon seit den 1920er-Jahren ansässig ist. Sein Vater war Samuel L. Savidge (1924–2013), seine Mutter die ehemalige Flugbegleiterin Joan Harris (1928–2007). Er hat(te) zwei Geschwister. Korrekt handelt es sich bei ihm um S. Leigh Savidge III. Er besuchte die prestigeträchtige Lakeside School in Seattle und nahm nach seinem Abschluss dort ein Kommunikationsstudium an der Boston University auf. Danach zog es ihn nach Los Angeles. Im Jahr 1972 machte er als Ausführender Produzent des musikalischen Krimidramas The Harder They Come auf sich aufmerksam, in dem der jamaikanische Sänger Jimmy Cliff die Hauptrolle spielte. 
In Santa Monica, einer Stadt im Westen des Los Angeles County in Kalifornien, gründete Savidge im Jahr 1986 das Produktions- und Lizenzierungsunternehmen Xenon Pictures, das sich den Autoren von Blaxploitation-Werken wie Melvin Van Peebles und Rudy Ray Moore verbunden fühlte. 1994 trat er als Produzent der Dokumentation The Legend of Dolemite auf, in der es in erster Linie um die Blaxploitation-Legende Rudy Ray Moore geht. Daran schlossen sich bis ins Jahr 2000  weitere Arbeiten als Produzent an, die sich mit Martin Luther King, Mahalia Jackson und abermals Rudy Ray Moore befassten. 
Savidge brachte sodann 2001 den Dokumentarfilm Welcome to Death Row heraus, in dem es um den Aufstieg und Fall des Labels Death Row Records geht, einem von dem Musiker Dr. Dre und dem Musikmanager Suge Knight gegründeten Label. Zusätzlich veröffentlichte er ein Buch zu diesem Thema. Für die 2003 entstandene Video-Dokumentation The Legend of Dolemite: Bigger & Badder stellte sich Savidge als Ausführender Produzent zur Verfügung. Auch bei der 2004 entstandenen Video-Dokumentation Eminem AKA trat er in dieser Funktion auf. Straight Outta Puerto Rico: Reggaeton’s Rough Road to Glory heißt ein 2008 unter seiner Mitwirkung entstandener Videofilm. Im Jahr 2011 trat er als Ausführender Produzent der Video-Dokumentation Biebermania! auf. 
Für die Oscarverleihung 2016 erhielt S. Leigh Savidge zusammen mit Alan Wenkus eine Oscar-Nominierung für die Story zur Filmbiografie Straight Outta Compton, die die Vorlage zum von Jonathan Herman und Andrea Berloff erstellten Drehbuch bildet, und in der Kategorie „Bestes Originaldrehbuch“ nominiert ist. Außerdem trat Savidge bei dieser Produktion auch als Ausführender Produzent auf, ebenso wie in der 2015 entstandenen Dokumentation Straight Outta Death Row.

## Filmografie (Auswahl)
(wenn nicht anders angegeben, als Produzent)
- 1972: The Harder They Come
- 1986: Zeit der Rache (The Ladies Club; Assistent des Cutters, als Leigh Savidge)
- 1986: Rebellen des Grauens (The Supernaturals; Assistent des Cutters)
- 1990: Twisted Justice
- 1994: The Legend of Dolemite (Dokumentation, auch Autor)
- 1994: Dr. Martin Luther King, Jr.: A Historical Perspective (Dokumentation)
- 1997: Mahalia Jackson Sings the Songs of Christmas (Dokumentation)
- 1997: Mahalia Jackson: The Power and the Glory
- 2000: Rudy Ray Moore: Live at Wetlands (Video)
- 2001: Welcome to Death Row (Video-Dokumentation, auch Regie)
- 2002: Flatland – The Mists of Time (Fernsehserie, 1 Folge)
- 2003: The Legend of Dolemite: Bigger & Badder (Video-Dokumentation)
- 2003: Malibooty! (Video)
- 2004: Eminem AKA (Video-Dokumentation)
- 2005: The Luau
- 2008: Straight Outta Puerto Rico: Reggaeton’s Rough Road to Glory (Video, auch Regie)
- 2010: The 1984 Los Angeles Comedy Competition with Host Jay Leno (Video, auch Regie)
- 2011: Biebermania! (Video-Dokumentation)
- 2015: Straight Outta Compton (auch Story)
- 2015: Straight Outta Death Row

## Auszeichnung
- 2016: Oscarnominierung für Straight Outta Compton
  - zusammen mit Andrea Berloff, Jonathan Herman und Alan Wenkus